# Anatolij Solov'janenko
Anatolij Borisovič Solov'janenko (in russo Анато́лий Бори́сович Соловья́ненко?, in ucraino Анатолій Борисович Солов'яненко?, Anatolij Borysovyč Solov"janenko; Stalino, 25 settembre 1932 – Kiev, 29 luglio 1999) è stato un tenore sovietico, dal 1991 ucraino.

## Biografia
Solovianenko nacque a Donec'k (che a quel tempo si chiamava Stalino) in una famiglia di minatori. Dopo la scuola superiore, si iscrisse al Politecnico dell'Università di Donec'k, studiando contemporaneamente canto con Alexander Korobeychenko. Nel 1954 conseguì la laurea e cominciò ad insegnare nel dipartimento grafico di ingegneria nell'Università di Donec'k, continuando a coltivare la passione per il canto.
Nel 1962 ebbe successo a Kiev in un popolare talent show e fu invitato ad entrare nell'Accademia Statale dell'Opera e del Balletto. Nello stesso anno, vinse il concorso per giovani cantanti al teatro La Scala di Milano, dove si recò a studiare per tre anni, dal 1963 al 1965. Durante il soggiorno in Italia, partecipò nel 1964 al programma televisivo Napoli contro tutti, cantando Serate a Mosca e facendosi conoscere dal pubblico italiano. Rientrato in patria, cominciò a cantare a Kiev con l'Opera Nazionale dell'Ucraina. La sua fama crebbe e cominciò anche ad essere invitato all'estero.
Nel 1967 cantò all'Expo di Montréal. Nel 1977 fu il primo cantante lirico sovietico a ricevere un invito da parte del Metropolitan Opera di New York. Nel 1978 si diplomò al Conservatorio di Kiev. Nel 1988 partecipò come solista alla tournée nel Regno Unito del Coro dell'Armata Rossa, cantando Kalinka ed altre canzoni tradizionali.
Nel 1991, a seguito della dissoluzione dell'Unione Sovietica, Solovianenko prese la cittadinanza ucraina. Morì improvvisamente nel 1999 per un attacco cardiaco. Tra le personalità intervenute al funerale vi fu il presidente dell'Ucraina Leonid Kučma. Solovianenko era sposato ed aveva due figli, Andrej e Anatolij.
In qualità di solista dell'Opera Nazionale dell'Ucraina, Solovianenko interpretò cinquanta parti in diciotto opere, tra cui quella di Alfredo ne La traviata, del Duca nel Rigoletto, di Rodolfo ne La bohème e di Faust nel Faust. Incise inoltre 18 dischi di arie, romanze e canzoni.

## Premi e onorificenze
- 1967: Artista emerito dell'Ucraina
- 1975: Artista del popolo dell'Unione Sovietica
- 1980: Premio Lenin
- 1982: Ordine dell'Amicizia tra i popoli
- 1993: Distintivo d'onore del Presidente dell'Ucraina
- 1996: Commendatore della Repubblica Italiana[3]
- 1997: Premio Nazionale Taras Shevchenko

## Riconoscimenti
- Il Teatro dell'Opera e del Balletto di Donetsk è stato intitolato ad Anatolij Solovianenko. Un monumento dedicato al tenore è stato installato vicino al teatro
- La Banca Nazionale dell'Ucraina ha emesso una moneta commemorativa da due rubli in onore di Solovianenko[4]